# 丹绒马林
丹绒马林是马来西亚霹雳州慕亚林县的县府，也是县内人口最多的城镇。其北面是美冷（Behrang），南面则是乌鲁雪兰莪县的乌鲁安南。丹绒马林地处霹雳州南部边陲，并与雪兰莪州和彭亨州为界，距离吉隆坡以北70公里，位于霹雳州首府怡保以南120公里。丹绒马林因其地理位置成了过境霹雳的南部门户，也吸引了许多人前来探访逗留和旅游。从地形上看，丹绒马林是一个起伏平缓的平地区域，位于安南河北岸，同时被蒂蒂旺沙山脉环绕。丹绒马林也设有自己的地方政府（丹绒马林县议会）管辖该镇和周边城镇如宝腾城、美冷、美冷2020和仕林河等。这些城镇皆位于慕亚林县的范围内，距离丹绒马林镇大约30公里。仕林河也是该县的行政中心，设有慕亚林县的地方政府办公室和土地局。此外，仕林河也设有政府医院，备有专科医生提供医疗服务。
自独立以来，丹绒马林便以教育城市而闻名。丹绒马林与教育领域密切相关，因这里设有国立高等教育大学——苏丹依德理斯教育大学（UPSI）。该大学最初于1922年成立，当时名为依德利斯苏丹训练学院（SITC），并成功培养了许多学者和专业人士。除了以教育城市闻名，丹绒马林也有潜力发展成霹雳州南部的一个大城市。这是因为当地拥有许多经济活动和未来的工业规划，比如汽车制造业、农业和制造业等。早在很久以前，就已经开始有人讨论这个观点，并且在国家汽车宝腾设立新厂和开发宝腾新城镇后得到证明。政府也计划将丹绒马林打造成霹雳州的青年城市，提升丹绒马林及周遭一带的基建设施，以塑造适合青年居住和活动的环境。丹绒马林可依马来亚铁道铁轨划分为旧区和新区，随着电动通勤列车服务于2009年6月1日开通，丹绒马林成了巴生谷综合运输系统最北端的服务地区及巴生港线的北端起讫站，也使当地来往雪隆区更加便捷。

## 名称
关于丹绒马林名称的由来，有两个广为流传的说法。一位马来学者爱莎阿都拉曼在其未出版的论文《丹绒马林地名来源之地方历史》（Sejarah Tempatan Asal Nama Tanjung Malim）中提到，据当地居民传说，在安南河还未扩展之前，当地有一个低而矮的岬角，位于今天的跨河公路大桥附近，靠近一家以卖木板为生的华人木匠家庭。有六位来自外地的游客在这个岬角进行黎明时刻的祈祷，这个场景让当地居民震惊，并广为流传。于是，当地在之后成立了一所伊斯兰宗教学校，每天黄昏时刻都会挤满了学习伊斯兰教义的信徒。
后来，沙白安南的地方领袖拉惹依淡和Telok Kuali Sepong的英殖民地政府代表利斯特（Pian List）经过这个地方，看到当地居民虔诚祈祷的场景，便将此地命名为丹绒马林（Tanjung Malim）。早在1876年，两位代表便宣布该地为一个市镇。此地据信由一名叫哈芝慕斯达法·拉惹克玛拉的宗教学者开发。“丹绒”（岬角）源自安南河上游一块呈岬角形状的土地，而“马林”则源自马来词汇“mualim”，意思是学问渊博、精通伊斯兰教义、虔诚地遵守和履行伊斯兰教义务。
另一个说法是根据当地马来居民传说，早期住在安南河边的一位巫裔居民名叫阿末马林（Ahmad Malim），当地居民称之为末马林（Mak Malim）。每当有人询问住处，当地居民都会说是住在那个岬角（Tanjung），靠近末马林的屋子。随着时间的推移，人们将这个地方称为丹绒马林（Tanjung Malim）。

## 历史
在1926年的大水灾期间，丹绒马林曾被洪水淹没了三天三夜，为当地居民带来了很多困扰。而在1971年，丹绒马林再次遭受了严重水灾，涉及到丹绒马林市区和周边地区。1952年3月25日，丹绒马林三英里外，华民俗称的“清水港”输水管遭到切断。随后，一支由约50名马共游击队组成的队伍出现，导致当地11名人员遇害，其中包括31岁的英籍助理县长柯德纳（Michael Codner），这也使得起初设于该镇的地方政府办公室和土地局迁至仕林河。愤怒的邓普勒将军随即展开快速和严厉的报复行动，实施了长达22小时的戒严，涵盖丹绒马林市镇至地罗叻之间的所有村落和园丘。戒严期间，约2万居民被禁止离开，所有学校也关闭，巴士服务停止。每天中午12时至2时，居民只能有两个小时的时间购买食物。然而，白米的自由买卖被禁止，米粮配给也大幅削减，成人从5斤减至3斤，儿童从5斤减至2斤半。邓普勒将军采取了胡萝卜加大棒策略，软硬兼施，试图威胁和激励居民提供情报。尽管对于戒严的集体惩罚引起舆论强烈的反响，但邓普勒将军获得了英国殖民地大臣利特尔顿的支持。戒严期间，邓普勒将军还采取了“问卷行动”和“5000号信箱”密报等手段，以收集情报和线索。
1952年4月2日，英国国会会议上，议员们对集体惩罚提出质询，尤其对戒严的道德性和有效性表示担忧。然而，邓普勒将军最终收到了他所需的情报，并在戒严15天后解除了大部分限制。整个事件引起了广泛的讨论和辩论，而英国殖民地政府则坚称戒严取得了一些有效的情报。在此期间，还有关于丹绒马林事件起因的不同说法，但事后根据《海峡时报》驻吉隆坡办事处主任霍夫曼（Leslie Hoffman）的剖析分析显示，集体惩罚可能因行政疏忽而发生，而让丹绒马林民众吃了苦头。在事件中被杀害的英籍助理县长柯德纳，其实早已关注新邦安拔的马共威胁，并要求把肃清新邦安拔迁入围绕丹绒马林的铁丝网内，新邦安拔是一个只有200马来村民的小甘榜。柯德纳等人被伏击之后几天，新邦安拔立即被撤迁到丹绒马林里。
同时间，苏丹依德理斯师范书院（Maktab Perguruan Sultan Idris, MPSI）成立于1922年，取代了设立于马六甲和霹雳峇登的两所书院。书院以纪念1889年至1916年在位的霹雳苏丹，即已故苏丹依德理斯命名。1922年11月29日，马来联邦的首席秘书长乔治·麦克斯韦尔爵士正式为该书院开幕。为了表彰该书院的成就，书院于1987年2月21日升格为苏丹依德理斯教育学院（Institut Pendidikan Sultan Idris, IPSI），并负责教授特别证书和教育文凭课程。由于IPS在I教育领域扮演重要角色，政府于1997年5月1日再将其升格为苏丹依德理斯师范大学（Universiti Perguruan Sultan Idris, UPSI），并在之后重塑为苏丹依德理斯教育大学。
马来西亚的第一个收费站位于连接仕林河与丹绒马林的主干道路上，于1964年开放。这条长20公里的双向道路被称为丹绒马林至仕林河高速公路（Lebuh raya Tanjung Malim-Slim River）。在南北大道（PLUS）兴建之前，该道路是收费公路。南北大道则于1988年开始兴建，并于1994年完工，也在美冷和雪兰莪乌鲁安南设有交通枢纽通往该镇。
1995年，霹雳州政府、重工业集团（Hicom）和国家汽车公司（宝腾）正式签署丹绒马林工业土地发展协议的仪式。其中霹雳州政府由州务大臣南利担任代表，重工业由总裁丹斯里加米尔代表，而宝腾则由执行董事拿督纳兹米代表。这项协议涉及开发1,260公顷的土地，并打造成该国最大的重工业区，其中包括兴建宝腾的第二座工厂。宝腾将使用该区域的800公顷土地，而重工业将使用400公顷土地用于其工厂项目。宝腾第二座工厂将有能力提高产量至每年生产50万辆宝腾第二代车型。重工业和宝腾还将在丹绒马林建设各种设施，包括工厂用地、测试场地、汽车培训学院、供应商工厂用地、住宅区、工业区和娱乐场所等。1996年3月23日，宝腾的工厂的动土仪式由时任首相马哈迪·莫哈末主持。
1996年，万挠到怡保之间的双轨铁路兴建计划获得政府批准。时任交通部林良实表示，该项目受到日本和意大利的启发。列车的最高时速为250公里/小时直线行驶和120公里/小时弯道行驶。日后的西海岸现代化电动列车服务打下了基础。
丹绒马林自2003年正式引入寶騰生产线，经过多年的发展，目前共有近3000名员工在宝腾城一带居住，而这些员工也形成了新的地方社区，并有超过1000名员工子女在宝腾城周边上学。而在未来，随着多元重工（DRB-HICOM）与吉利控股在2023年签署意向协议，双方将探讨在丹绒马林合资建设高科技汽车工业园，主力生产新能源汽车。该工业园面积估计达1000英亩，投资数额为320亿令吉。多元重工和吉利也同时是宝腾的两大股东。

## 行政管理和人口

丹绒马林在马来西亚霹雳州慕亚林县的位置

丹绒马林县议会的行政区域占地面积为189.02平方公里，并可分为以下8个主要区域：
- 地罗叻镇（英语：Trolak）
- 仕林河
- 仕林村（英语：Slim, Perak）
- 美冷火车头（英语：Behrang Stesen）
- 美冷呜噜
- 美冷2020（英语：Behrang 2020）
- 宝腾城（英语：Proton City）
- 丹绒马林

根據2020年馬來西亞人口普查，丹绒马林县议会辖区下共有66,103人，其中包括巫裔在内的土著为49,770人，华裔为6,446人，印裔为7,452人，其他族群为444人，以及非公民1,991人。
| 2020年丹绒马林族群比例 | 2020年丹绒马林族群比例 | 2020年丹绒马林族群比例 | 2020年丹绒马林族群比例 | 2020年丹绒马林族群比例 |
| ---------------------- | ---------------------- | ---------------------- | ---------------------- | ---------------------- |
| 族群 / 国籍            | 族群 / 国籍            |                        | 百分比                 | 百分比                 |
| 马来人                 | 马来人                 |                        | 68.49%                 | 68.49%                 |
| 其它土著               | 其它土著               |                        | 6.8%                   | 6.8%                   |
| 华人                   | 华人                   |                        | 9.75%                  | 9.75%                  |
| 印度人                 | 印度人                 |                        | 11.27%                 | 11.27%                 |
| 其他                   | 其他                   |                        | 0.67%                  | 0.67%                  |
| 非马来西亚公民         | 非马来西亚公民         |                        | 3.01%                  | 3.01%                  |

| 族群               | 2020  | 2020    |
| 族群               | 人口  | 百分比  |
| ------------------ | ----- | ------- |
| 马来人             | 45276 | 68.49%  |
| 其他土著           | 4494  | 6.8%    |
| 华人               | 6446  | 9.75%   |
| 印度人             | 7452  | 11.27%  |
| 其他               | 444   | 0.67%   |
| 马来西亚公民总数   | 64112 | 96.99%  |
| 非马来西亚公民总数 | 1991  | 3.01%   |
| 总数               | 66103 | 100.00% |

## 交通

### 公路
丹绒马林可通过南北大道北段高速公路的丹绒马林交通枢纽（实际位于雪兰莪境内）出入口抵达，在南北大道竣工之前马来西亚联邦1号公路便是丹绒马林的主干道路。

### 城际轨道

丹绒马林站

马来亚铁道电动列车服务下的西海岸铁路线在丹绒马林设有一座丹绒马林站。该站也属于巴东勿刹至吉隆坡中央车站（及金马士站）电动列车线路的车站。

## 景点
丹绒马林的旧区在2017年陆续绘制了逾30幅壁画，这些壁画融合了当地特色和文化，给老旧建筑增添了青春气息。这些色彩鲜艳、充满创意的壁画与古老的建筑形成鲜明的对比，成为该地区的一道亮丽风景线，吸引了许多游客前来参观和拍照。丹绒马林县议会在该区的三条街道上实施了这项计划，并邀请各地艺术家前来绘制壁画，使原本脏乱的后巷焕然一新。此计划也带动了当地商店和民宅参与其中，在店内绘制壁画供消费者拍照留念。负责该计划的官员表示，选择在丹绒马林旧区绘制壁画是为了赋予这些老建筑新的价值，并将丹绒马林打造成“青年城”，提振市容。壁画街的主题多样，包括黑白画、历届首相的漫画肖像、3D立体壁画等，呈现了该区的独特风采。

## 政治
丹绒马林属于以其命名的丹绒马林国会议席，该议席在马来西亚下议院的代表为来自希望联盟人民公正党的郑立慷。
同时，丹绒马林属于美冷州议席，该议席在霹雳州议会的代表为来自国阵巫统的莎丽娜三苏丁。